# Eilema arculifera
Eilema arculifera är en fjärilsart som beskrevs av Felder 1874. Eilema arculifera ingår i släktet Eilema och familjen björnspinnare. Inga underarter finns listade i Catalogue of Life.